# Анджела Шнейдер
Анджела Шнейдер (англ. Angela Schneider, 28 жовтня 1959) — канадська академічна веслувальниця.
Срібна призерка Олімпійських Ігор 1984 року в складі розпашної четвірки зі стерновою.